# برايان تالبوت
برايان تالبوت (بالإنجليزية: Brian Talbot)‏ (21 يوليو 1953 في المملكة المتحدة - ) هو مدرب كرة قدم ولاعب كرة قدم بريطاني في مركز الوسط. شارك مع منتخب إنجلترا تحت 21 سنة لكرة القدم ومنتخب إنجلترا لكرة القدم. أما مع النوادي، فقد لعب مع إيبسويتش تاون وستوك سيتي ونادي أرسنال ونادي فولهام ونادي واتفورد ووست بروميتش ألبيون وتورونتو بليزارد ونادي ألدرشوت وSudbury Town F.C. ‏.

## وصلات خارجية
- برايان تالبوت على موقع قاعدة بيانات كرة القدم.إي يو (الإنجليزية)
- برايان تالبوت على موقع ناشيونال فوتبول تيمز (الإنجليزية)
- برايان تالبوت على موقع Soccerbase.com (لاعب) (الإنجليزية)
- برايان تالبوت على موقع Soccerbase.com (مدرب) (الإنجليزية)